# North Salem (Indiana)
North Salem es un pueblo ubicado en el condado de Hendricks en el estado estadounidense de Indiana. En el censo de 2010 tenía una población de 518 habitantes y una densidad poblacional de 769,23 personas por km².

## Geografía
North Salem se encuentra ubicado en las coordenadas 39°51′35″N 86°38′40″O / 39.85972, -86.64444. Según la Oficina del Censo de los Estados Unidos, North Salem tiene una superficie total de 0.67 km², de la cual 0.67 km² corresponden a tierra firme y (0%) 0 km² es agua.

## Demografía
Según el censo de 2010, había 518 personas residiendo en North Salem. La densidad de población era de 769,23 hab./km². De los 518 habitantes, North Salem estaba compuesto por el 98.07% blancos, el 0.19% eran afroamericanos, el 0% eran amerindios, el 0.39% eran asiáticos, el 0% eran isleños del Pacífico, el 0.19% eran de otras razas y el 1.16% pertenecían a dos o más razas. Del total de la población el 0.58% eran hispanos o latinos de cualquier raza.